# Budziska (powiat mrągowski)
Budziska (dawniej Budziszki, niem. Budzisken, 1929–1945 Wachau) – wieś w Polsce położona w województwie warmińsko-mazurskim, w powiecie mrągowskim, w gminie Mrągowo. W latach 1975–1998 miejscowość administracyjnie należała do województwa olsztyńskiego.

## Historia
Wieś lokowana w 1533 r., ale wcześniej w tym miejscu (w 1437 r.) istniała jakaś osada, która później (zapewne  na skutek zniszczeń wojny trzynastoletniej) została opuszczona. W tamtym czasie takie opuszczone osady nazywano "Budami" lub "Budziskami", można więc sądzić, że nazwa wsi od takiej nazwy się wzięła. W 1533 r. 5 łanów sołeckich (po 27 grzywien od łanu) kupił niejaki Zese Schwechowski (Czesio Szwejkowski), od starosty ryński Georga von Diebesa, celem założenia wsi czynszowej na 50 łanach (853 ha). W późniejszym czasie zaledwie trzecia część jej areału była w użytkowaniu chłopów, resztę należała do folwarku. Chłopi z Budziszek odrabiali szarwark w tym folwarku. W 1664 r. elektor brandenburski Fryderyk Wilhelm nadał Budziszki na prawie magdeburskim baronowi Janowi von Hoverbeckowi (swemu tajnemu). Baron von Hoverbeck wcześniej otrzymał od elektora wieś Nakomiady (gmina Kętrzyn) za usługi, które w ciągu 35 lat wyświadczył elektorowi i domowi Hohenzollernów. W Nakomiadach baron Jan von Hoverbeck zbudował okazałą rezydencję, a Bodziszki w późniejszych latach miały różnych właścicieli.
W 1785 r. we wsi było 9 domów. W 1815 r. w Budziskach było 30 domów z 288 mieszkańcami. W 1838 r. w Budziszkach było 18 domów ze 149 mieszkańcami. Jeszcze w 1848 r. chłopi tutejsi nie byli uwłaszczeni a wieś określano jako "szlachecką". W tym czasie było tu 15 domów mieszkalnych i 166 mieszkańców. Po oddzieleniu się od Nakomiad, tutejsi właściciele zbudowali sobie dwór przy folwarku w Budziskach. We wsi 1870 r. mieszkały 62 osób. U schyłku XIX w. oddzielony od wsi majątek liczący 35 włók był własnością Roberta Rogali, a w 1907 r. właścicielem majątku rycerskiego, wielkości 543,5 ha był Edward Reetz, który specjalizował się w hodowli bydła rasy holenderskiej. 
W 1928 r. Budziszki określano jako wieś i majątek wybudowane o łącznej liczbie 205 mieszkańców. W 1929 r. ówczesne władze niemieckie, w ramach akcji germanizacyjnej, zmieniły urzędową nazwę wsi na Wachau. W 1939 r. były tu 43 gospodarstwa domowe, w tym 15 gospodarstw rolnych, z których cztery miały wielkość w granicach 0,5-5 ha, cztery w granicach 5-10 ha, pięć w przedziale 10-20 ha, jedno liczyło ponad 20 ha i jedno ponad 100 ha. Gospodarz o nazwisku Schlonski prowadził wzorcową hodowlę bydła rodowodowego i koni zimnokrwistych rasy wschodniopruskiej. Budziszki liczyły wówczas 180 mieszkańców.
Po 1945 r. utworzono w Budziszkach PGR. 18 listopada 1967 r. w PGR Budziszki uroczyście otwarto pięćsetny w województwie (a drugi w powiecie mrągowskim) klub RUCH (kluby te, wyposażane w radia, gramofony, książki i czasopisma stawały się centralnymi punktami kulturalnego życia wsi).
W 1973 r. w urzędowym wykazie miejscowości powiatu mrągowskiego wymieniana jest wieś i PGR Budziska, należące do sołectwa Szczerzbowo.